# Mahieddine Meftah
Mahieddine Meftah (Tizi Ouzou, 25 settembre 1968) è un ex calciatore algerino, di ruolo difensore.

## Palmarès
- Coppa d'Africa: 1

1990